# Unterputz
Der Unterputz ist die unterste einer zwei- oder mehrlagigen Mörtelschicht, bestehend aus Unterputz und Oberputz, welche in getrennten Arbeitsgängen auf das Mauerwerk aufgebracht wird. Sie dient als Haftgrund auf dem Mauerwerksmaterial und Putzgrund für den Oberputz.
Daneben soll der Unterputz die beim Mauerwerk vorhandenen Unebenheiten ausgleichen und größere Löcher (man spricht von Putznestern) ebnen, da der eigentliche Oberputz nur in einer geringen Dicke (eigene Korngröße) aufgetragen wird. Abgesehen von Planmauerwerk (z. B. Porenbeton und Kalksandstein) sind die Unebenheiten der Oberfläche eines Wandbaustoffes erheblich. Insbesondere bei Kalksandsteinelementen und auch glattem Beton bildet er aber den eigentlichen Putzgrund, da die notwendige Verbindung zwischen dem Wandbaustoff und dem reinen Oberputz nicht gegeben ist. Auch würden durch die sehr dünne Beschichtung allein durch den Oberputz die Fugen in der Fassade sichtbar werden, weil die Austrocknung und Durchfeuchtung durch äußere Einflüsse unterschiedlich im Fugenbereich zur Wandfläche erfolgt. Bei nicht ausreichender Stärke des Unterputzes treten die häufigen sogenannten Treppenrisse (Risse bilden die Fugenstruktur des Mauerwerks nach) immer wieder auf und bilden die häufigsten reklamierten, weil problemlos sichtbaren, Mängel beim Hausbau.
Hinzu kommt die physikalisch bedingte Tatsache, dass klimatisch bedingte Spannungen auftreten, welche die Fassade insbesondere im Außenbereich ausgleichen muss. Durch den Unterputz als dazwischen liegende weichere und somit flexiblere Schicht sind diese Spannungen flexibel ausgleichbar.
Beim Wärmedämmputz sind die dämmenden Zuschlagstoffe (z. B. Styroporkugeln/organisch oder Perlite/anorganisch) allein in den Unterputz eingebettet und werden durch den Oberputz zusätzlich vor dem Auswaschen durch Regen geschützt und farblich gestaltet.